# Hvitserk Ragnarsson
Pour les articles homonymes, voir Hvitserk et Ragnarsson.
Hvitserk (Hvitsärk) était l'un des fils du roi légendaire viking Ragnar Lodbrok et de sa femme Aslaug ou Kraka. Il est attesté par la saga norroise des fils de Ragnar (Ragnarssona þáttr). Il n'est mentionné dans aucune source qui a également mentionné Halfdan Ragnarsson, l'un des leaders de la Grande Armée païenne qui envahit le Royaume d'Est-Anglie, en 865. Par conséquent, certains chercheurs ont suggéré qu'ils seraient la même personne[réf. nécessaire].
Après avoir vengé son père avec ses frères, il est allé piller Gardarike (Garðaríki). Cependant, il s'est opposé à un grand adversaire qu'il n'a pas pu vaincre. Interrogé sur la façon dont il voulait mourir, il a choisi d'être brûlé vif,.

## Culture populaire
Dans la série télévisée  Vikings, il est interprété, à partir de la quatrième saison, par l'acteur  danois Marco Ilsø.

## Source de la traduction
- (en) Cet article est partiellement ou en totalité issu de l’article de Wikipédia en anglais intitulé « Hvitserk » (voir la liste des auteurs).